# 鶴咀山
鶴咀山（英語：D'Aguilar Peak，Hok Tsui Shan）是香港一座山峰，高325米，位於香港島東南部，其山頂以北部分在石澳郊野公園範圍內。

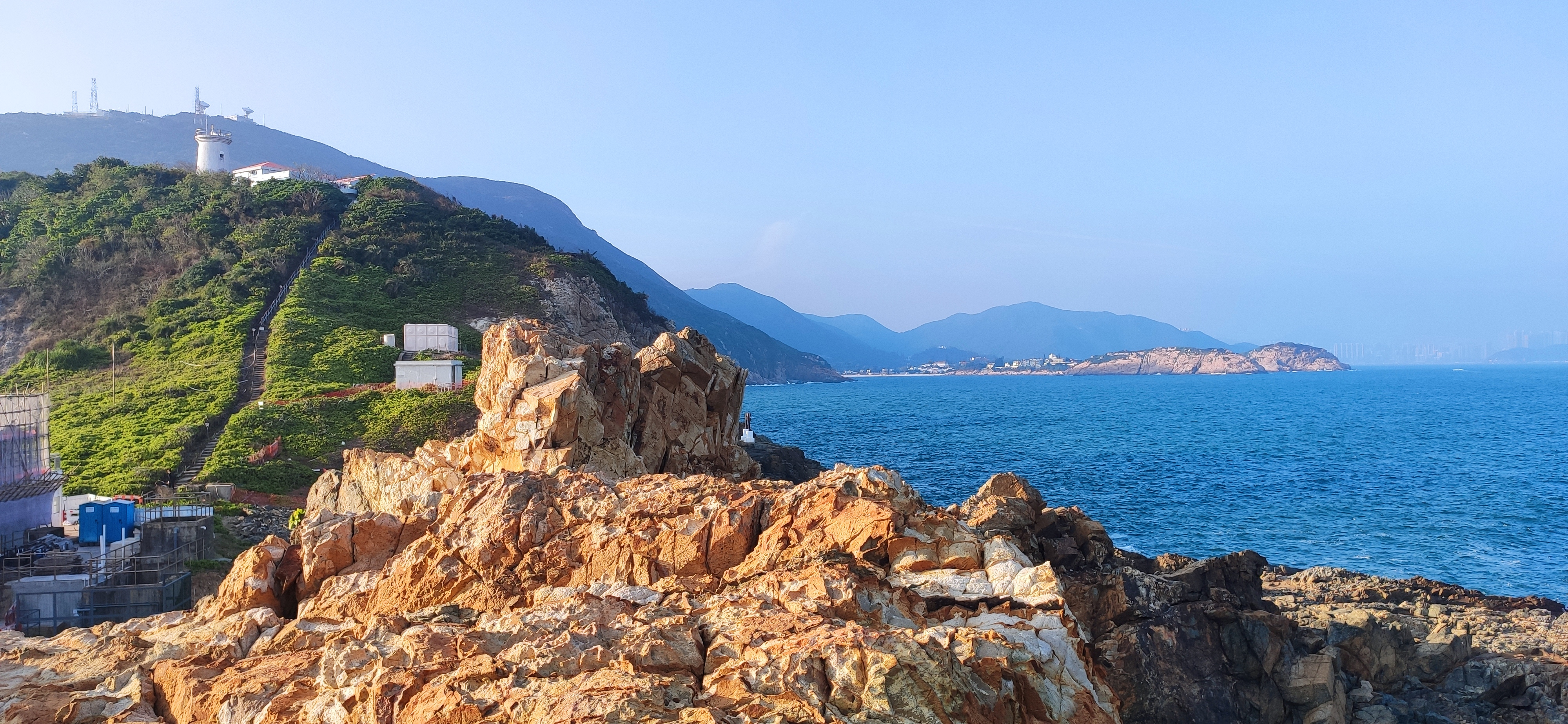
鶴咀山（圖左上部分，有天線的地方）

行山人士在港島徑第八段（龍脊）可清楚看見這座山。從鶴咀道在鶴咀半島西南位置有道路連接山頂。

## 參照
1. ↑   (PDF). 香港特別行政區選舉會員委員會. （原始内容存档 (PDF)于2021-08-31）.
2. ↑  . 山上行.   [2020-05-18]. （原始内容存档于2020-02-29）.
3. ↑  . 隨我行 FolloMe. 2020-04-29  [2020-05-18]. （原始内容存档于2020-08-03） （中文（臺灣））.
4. ↑  . www.afcd.gov.hk.   [2020-05-18]. （原始内容存档于2020-05-20） （英语）.

## 站外鏈接
- 漁農自然護理署 石澳（页面存档备份，存于）